# Байфорд, Бифф
Бифф Байфорд (англ. Biff Byford), настоящее имя Питер Родни Байфорд (англ. Peter Rodney Byford); род. 15 января 1951 года в Хонли, Уэст-Йоркшир, Англия) — фронтмен британской хеви-метал-группы Saxon.
В 2009 году Бифф получил награду журнала Classic Rock «Metal Guru».

## Биография
С 1970 по 1976 годы Байфорд был вокалистом в группе Blue Condition. В 1976 году вместе с гитаристами Грэмом Оливером и Полом Квинном, басистом Стивом Доусоном и барабанщиком Дэвидом Уордом он создаёт группу Son of a Bitch. Вскоре место Уорда занимает Питер Гилл и группа меняет название на Saxon. Группа заключает контракт с французским лейблом Carere Records, специализирующимся на диско, и в 1979 году выпускает одноимённый дебютный альбом, с которым стала одним из лидеров Новой волны британского хеви-метала. Saxon добились коммерческого успеха и за период с 1980 по 1986 год 8 их альбомов, а также 5 синглов, попало в топ-40 британского чарта альбомов и синглов, соответственно.
К концу 1980-х популярность группы и классического хэви-метала начала падать, а в 1994 году два бывших участника Saxon Грэм Оливер вместе со Стивом Доусоном решили выступать сначала под названием Son of a Bitch, а с 2000 года Oliver/Dawson Saxon, что привело к судебному разбирательству между ними и Байфордом/Квинном. В 1990-х Saxon Биффа Байфорда продолжили выпускать альбомы и выступать, сконцентрировавшись на Германии, перед тем как в 2007 году вернули широкую популярность с альбомом The Inner Sanctum.
В апреле 2007 года Байфорд выпустил автобиографию «Никогда не сдаваться» (англ. Never Surrender), названную так по песне Saxon Denim and Leather.
18 января 2010 года сайт Gigwise сообщил, что Байфорд перед предстоящей переписью населения 2011 года запустил кампанию по присвоению хеви-металу статуса религии среди жителей Великобритании, инспирированную результатами переписи 2001 года, когда четверть населения Великобритании в графе религия написали «Джедаизм». В 2011 году принял участие в серии юбилейных выступлений группы Metallica в клубе The Fillmore, исполнив с ними «Motorcycle Man».
20 сентября 2019 года было объявлено, что из-за болезни Бифф Байфорд перенесёт операцию на сердце. Часть запланированных концертов была отменена либо перенесена.
21 февраля 2020 года вышел сольный альбом Байфорда под названием School of Hard Knocks.

## Дискография
с Saxon
с Air Pavilion
- Kaizoku (1989) — вокал на «She’s Hot Stuff»

с Fastway
- Bad Bad Girls (1990)

с Freedom Call
- Taragon (1999) — чтение на «Tears of Taragon (Story Version)»

с Destruction
- Inventor of Evil (2005) — вокал на «The Alliance of Hellhoundz»

с Helloween
- Gambling with the Devil (2007) — чтение на «Crack the Riddle»
- 7 Sinners (2010) — вступление к «Who is Mr. Madman?»

с Doro
- Celebrate – The Night of the Warlock (2008) — вокал на «Celebrate» (песня № 2)

с Avantasia
- The Mystery of Time (2013)

с The Scintilla Project
- The Hybrid (2014)

Сольно
- School of Hard Knocks (2020)